# Echter Spilling
Echter Spilling es una variedad cultivar de ciruelo (Prunus domestica subsp. pomariorum), de las denominadas ciruelas europeas.
Una variedad de ciruela muy antigua, cuyo origen se desconoce, probablemente de Austria o del sur de Europa.
Las frutas tienen un tamaño pequeño a mediano, de forma redondeada ligeramente alargada, de doble punta, ligeramente asimétrica, y una pulpa color amarillo, a rojo, no siempre uniforme pudiendo verse a veces placas amarillentas del color del fondo, punteado muy abundante, diminuto, blanquecino. Fruta de mesa aromática y amante del calor, muy extendida en Austria, Suiza, y Alemania.

## Sinonimia
- "Spille",
- "Spilke",
- "Katharinenpflaume",
- "Spenling" en Austria,
- "Enkele Gele Spilling",
- "Dubbele Gele Spilling",
- "Katalonischer Spilling",
- "Ziebarte",
- "Ziebartle".[2]

## Historia
'Echter Spilling' es una variedad muy antigua, cuyo origen se desconoce, probablemente de Austria o del sur de Europa. una fruta de mesa aromática y amante del calor, muy extendida en Suiza.

## Características
'Echter Spilling' árbol vigoroso crecimiento, productor sano, de fuerza media, que produce con regularidad, pero a veces de forma moderada. Forma una copa ligera hecha de ramas finas y ramitas, todas ellas sin púas. Las flores son algo de color blanco verdoso. También apto para suelos ligeros. Requiere suelo ligero y una posición soleada. Tiene un tiempo de floración que comienza a partir del 16 de abril con el 10% de floración, para el 20 de abril tiene una floración completa (80%), y para el 29 de abril tiene un 90% de caída de pétalos.
'Echter Spilling' tiene una talla de tamaño pequeño a mediano, de forma redondeada ligeramente alargada, de doble punta, ligeramente asimétrica, con la sutura fina; epidermis ligeramente recubierta de pruina blanquecina, siendo la piel suave, fina y bastante dura se separa fácilmente de la pulpa, de color color amarillo, a rojo, no siempre uniforme pudiendo verse a veces placas amarillentas del color del fondo, punteado muy abundante, diminuto, blanquecino, zonas peduncular y de la sutura libres de punteado; Pedúnculo fino, medio y recto; pulpa de color amarillo a marrón claro, con textura firme, fina, moderadamente jugosa, ligeramente aromática, sabor dulce, parecido al mirabel, y el contenido de azúcar puede alcanzar hasta el 19%.
Hueso semi libre, se desprende de la pulpa, a veces ligera adherencia en las caras laterales, tamaño mediano, es muy aplanado, tiene dos puntas y una ligera curvatura, su surco dorsal sólo tiene líneas de cresta estrechas.
Su tiempo de recogida de cosecha se inicia en su maduración desde mediados de septiembre hasta principios de octubre.

## Usos
La ciruela 'Echter Spilling' se comen crudas de fruta fresca en mesa, en macedonias de frutas, pero también en postres, repostería, como acompañamiento de carnes y platos. Se transforma en mermeladas, almíbar de frutas, compotas.
También se usa para hacer alcohol como slivovitz, particularmente en los países eslavos de Europa central y balcánica (República Checa, Eslovaquia, Eslovenia, Polonia, Serbia, Montenegro, Croacia) pero también en Hungría y Rumanía.
Alrededor de 1900, el 'Echter Spilling' todavía se comercializaba habitualmente en los mercados alemanes. Todavía existen árboles, especialmente en el norte y el este de Alemania.

## Cultivo
Autofértil, es una muy buena variedad polinizadora de ciruelos 'Mirabelle'.